# Hanna Marusava
Hanna Anatolieuna Marusava (en bielorruso: Ганна Анатолеўна Марусава; nacida Hanna Karasiova, Maguilov, URSS, 8 de enero de 1978) es una deportista bielorrusa que compite en tiro con arco, en la modalidad de arco recurvo.
Ganó  medallas en el Campeonato Mundial de Tiro con Arco al Aire Libre de 2013 y dos medallas sed bronce en el Campeonato Europeo de Tiro con Arco al Aire Libre, en los años 2000 y 2004. En los Juegos Europeos consiguió dos medallas de plata, una en Bakú 2015 y otra en Minsk 2019, ambas en la prueba por equipo.
Participó en tres Juegos Olímpicos de Verano, Sídney 2000, Atenas 2004 y Tokio 2020, ocupando el cuarto lugar en Tokio 2020, en la prueba por equipo.
Fue la abanderada de Bielrrusia en la ceremonia de apertura de los Juegos Olímpicos de Tokio 2020.

## Palmarés internacional
| Campeonato Mundial al Aire Libre | Campeonato Mundial al Aire Libre | Campeonato Mundial al Aire Libre | Campeonato Mundial al Aire Libre |
| Año                              | Lugar                            | Medalla                          | Prueba                           |
| -------------------------------- | -------------------------------- | -------------------------------- | -------------------------------- |
| 2013                             | Belek (Turquía)                  | Medalla de plata                 | Equipo                           |
| Juegos Europeos                  |                                  |                                  |                                  |
| Año                              | Lugar                            | Medalla                          | Prueba                           |
| 2015                             | Bakú (Azerbaiyán)                | Medalla de plata                 | Equipo                           |
| 2019                             | Minsk (Bielorrusia)              | Medalla de plata                 | Equipo                           |
| Campeonato Europeo al Aire Libre |                                  |                                  |                                  |
| Año                              | Lugar                            | Medalla                          | Prueba                           |
| 2000                             | Antalya (Turquía)                | Medalla de bronce                | Individual                       |
| 2004                             | Bruselas (Bélgica)               | Medalla de bronce                | Individual                       |